# ファースト・ラヴのように
『ファースト・ラヴのように（Just Like First Love）』は、1981年11月21日にCBS・ソニーから発売されたマリーンの1stオリジナル・アルバム。規格品番：28AH-1376（LP）。

## 解説
「フィール・ライク・メイキン・ラヴ」「ユーヴ・ガット・ア・フレンド」などポピュラー・シーンの不朽の名曲のカヴァーが数多く収められたこの作品は、「フィリピンの天才少女」が日本におけるスター街道に第一歩を踏み出した記念すべき作品。

## 収録曲

### SIDE A
1. FEEL LIKE MAKIN' LOVE（フィール・ライク・メイキン・ラヴ） 5:21
2. LOVIN' YOU（ラヴィン・ユー） 4:07
3. DO YOU LOVE ME?（ドゥ・ユー・ラブ・ミー?） 3:32
4. YOU'VE GOT A FRIEND（ユーヴ・ガット・ア・フレンド） 4:19
5. THIS MASQUERADE （ディス・マスカレード） 4:13

### Side B
1. ISN'T SHE LOVELY（イズント・シー・ラヴリー） 4:38
2. HITTIN' ME WHERE IT HURTS（ヒッティン・ミー・フェア・イット・ハーツ） 5:05
3. FALLING AGAIN（フォーリング・アゲイン） 4:29
4. FROM THE VERY START（フロム・ザ・ヴェリー・スタート） 4:30

## レコーディング・メンバー
- ボーカル：マリーン
- シンセサイザー：笹路正徳
- エレクトリック・ギター：松木恒秀・土方隆行
- ベース：岡沢章・渡辺モリオ・富倉安生
- ドラム：村上"ポンタ"秀一・渡嘉敷祐一・山木秀夫
- テナー・サクソフォーン&ソプラノ・サクソフォーン：清水靖晃
- フルート&ピッコロ：中川昌三
- コーラス：Eve
- ストリングス：中西グループ
- トランペット&フリューゲルホルン：数原グループ
- トロンボーン：新井グループ
- ハープ：山川恵子

## スタッフ
- プロデュース：伊藤八十八
- レコーディング&ミキシングエンジニア：鈴木
- アシスタント・エンジニア：大野邦彦
- マスタリング・エンジニア：笠井鉄平
- アートディレクション：仁美明男
- カバー・フォトグラファー：
- ライナー・フォトグラファー：伊藤隆
- ライナーノーツ：油井正一
- マネージメント：アキ・プロモーション

## 発売履歴
| 発売日         | 規格 | 規格品番   | 備考                         |
| -------------- | ---- | ---------- | ---------------------------- |
| 1981年11月21日 | LP   | 28AH-1376  |                              |
| 1990年9月15日  | CD   | CSCL-1236  | CD選書                       |
| 2007年6月20日  | SACD | SICP-10044 | 完全生産限定紙ジャケット仕様 |